# توماش كيدشيورا
توماش كارول كيدشيورا (بالبولندية: Tomasz Karol Kędziora) هو لاعب كرة قدم بولندي في مركز الظهير الأيمن ولد في يوم 11 يونيو 1994 في بلدة سولخوف في بولندا، يلعب حالياً مع نادي دينامو كييف وسبق له اللعب مع ليخ بوزنان، في سنة 2017 بدأ باللعب مع منتخب بولندا لكرة القدم.

## روابط خارجية
- توماش كيدشيورا على موقع الاتحاد الأوربي (الإنجليزية)
- توماش كيدشيورا على موقع اتحاد أوكرانيا (الإنجليزية)
- توماش كيدشيورا على موقع قاعدة بيانات كرة القدم.إي يو (الإنجليزية)
- توماش كيدشيورا على موقع ناشيونال فوتبول تيمز (الإنجليزية)
- توماش كيدشيورا على موقع Soccerway.com (الإنجليزية)
- توماش كيدشيورا على موقع عالم كرة القدم.نت (الإنجليزية)
- توماش كيدشيورا على موقع AS.com (الإسبانية)